# Bristowiella
Bristowiella là một chi nhện trong họ Lycosidae.